# Криж (Сежана)
Криж (словен. Križ) — поселення в общині Сежана, Регіон Обално-крашка, Словенія. Висота над рівнем моря: 338,3 м. Розташоване близько до кордону з Італією.